# Военноморски сили на Аржентина
Военноморските сили на Аржентина (на испански: Armada de la República Argentina), съкр. ВМС на Аржентина (ARA) е съвкупността от формированията на военния флот на Аржентина.
Аржентинските ВМС са създадени на 10 август 1912 г. Флотът на Аржентина има основна роля във Войната за независимост, Аржентино-бразилската война и Фолкландската война. ВМС изпълняват и мисии в Антарктика, както и в международни мисии в защита на мира и аржентинското морско пространство.
ВМС са под контрола на главнокомандващия – президента на Аржентина, както и на министъра на отбраната. Настоящият началник на Генералния щаб на ВМС е адмирал Хорхе Годой. Щабът на ВМС е дислоциран във военноморската база Пуерто Белграно.
Аржентинският военен флот разполага със 72 кораба и 75 самолета. Корабите на ВМС са обозначени с префикса „АРА“ пред името си.
Към 2007 г. численият състав на аржентинските ВМС е от 20 033 военни и 7437 цивилни, или общо 27 470 души. Численият състав на ВВС на Аржентина през 2007 г. е от 21 560 мъже и жени, от които 14 606 души са военнослужещи и 6854 – цивилни служители. Военните включват 2497 офицери, 9394 подофицери и 1718 матроси и войници.
В страната Денят на флота се чества на 17 май – годишнината от победата, постигната през 1814 г. в битката при Монтевидео над испанския флот по време на Войната за независимост на Аржентина.